# Grexa Gyula
Grexa Gyula (Budapest, 1891. január 2. – Budapest, 1977. november 13.) művelődéstörténész, tanár.

## Élete
A Budapesti Tudományegyetem bölcsészkarán végzett és doktorátust szerzett. Állami ösztöndíjasként tanulmányozta a firenzei Laurentiana, a lipcsei Buchgewerbehaus, a berlini és müncheni állami könyvtárak anyagait. Az 1918-as polgári demokratikus forradalom idején gróf Károlyi Mihály belső munkatársi köréhez tartozott.
1919-től könyvtáros lett a Magyar Nemzeti Múzeumban, majd 1927-1949 között, nyugdíjazásáig a Werbőczi (ma Petőfi Sándor) Gimnáziumban tanított.
Gazdag hanglemezgyűjteményéből több zenei előadást tartott a Magyar Televízióban. Georg Anthes (1863-1922) német operaénekes, a Zeneakadémia tanára, és az Operaház főrendezőjének személyi titkára és hagyatékának őrzője volt.

## Elismerései
- Emléktábla a Petőfi Sándor Gimnáziumban

## Művei
- 1913 Caraffa és az eperjesi vértörvényszék. Rozsnyó
- 1917 Arany János Csaba királyfija. Budapest
- 1922 A Csaba-monda és a székely hunhagyomány. Budapest
- 1927 Magyarország kálváriája, Nyugat, XX. évf. 21. szám, 1927. november 1.
- 1971 A közművelődési könyvtárak fonotékáinak feladata a zenei ismeretterjesztésben. Budapest
- 1972 A magyar királyi korona problémái – Die Probleme der ungarischen Königskrone. Überlieferung und Auftrag, Wiesbaden